# Batrachotoxin
Batrachotoxin (BTX) (von altgriechisch βάτραχος bátrachos, deutsch ‚Frosch‘ und τοξικόν [φάρμακον] toxikón [phármakon], deutsch ‚Gift, womit man die Pfeile bestreicht‘) ist ein extrem potentes neurotoxisches Steroid-Alkaloid (Pregnan-Derivat) aus der Haut südamerikanischer Pfeilgiftfrösche der Gattung Blattsteiger (Phyllobates). Es wurde auch in Haut und Gefieder verschiedener Vögel Neuguineas gefunden.

## Wissenschaftliche Entdeckung der Gifttiere
Die Existenz von Gifttieren war den Ureinwohnern zwar schon viele Jahrtausende bekannt, Batrachotoxin wurde jedoch erst in den 1960er Jahren in kolumbianischen Pfeilgiftfröschen der Blattsteiger wissenschaftlich beschrieben. In den 1990er Jahren stellte sich heraus, dass in der Haut und den Federn des in Neuguinea lebenden Zweifarbenpitohuis (Pitohui dichrous) ebenfalls Batrachotoxin enthalten ist. Auch Pitohui ferrugineus und Mohrenpitohui (Pitohui nigrescens) sowie der Blaukappenflöter (Ifrita kowaldi) aus Neuguinea tragen das Gift in ihren Federn. Die Frösche dagegen weisen tödliche Dosen des Giftes auf, insbesondere der Schreckliche Pfeilgiftfrosch (Phyllobates terribilis), dessen Giftmenge zehn erwachsene Menschen töten könnte.

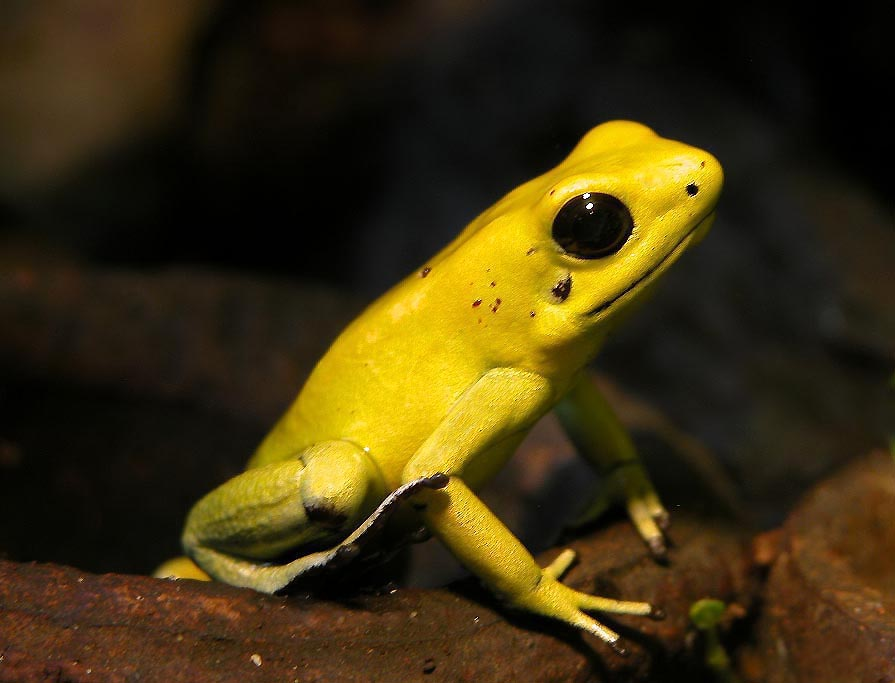
Phyllobates terribilis
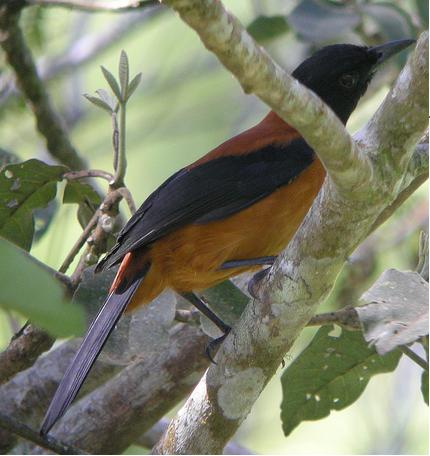
Zweifarbenpitohui (Pitohui dichrous)

## Wirkung
Batrachotoxin hat keine Wirkung auf gesunder Haut, verursacht jedoch bei der kleinsten Verletzung einen starken, lang anhaltenden Schmerz, ähnlich einem Bienenstich. Orale Aufnahme führt nur bei krankhaften Zuständen des Magen-Darm-Traktes zu Vergiftungen. Es hemmt die Inaktivierung der Natriumkanäle, es ist also einKrampfgift. Berührung der Haut und Federn z. B. mit den Lippen verursacht Kribbeln und Taubheit. Die tödliche Dosis wird für den Menschen auf 1 bis 2 µg/kg Körpergewicht geschätzt. Damit ist das Toxin etwa zehnmal stärker als Tetrodotoxin. Es ist das zurzeit giftigste bekannte Steroidalkaloid.

## Quelle des Giftes
Weder Frösche noch Vögel scheinen imstande, Batrachotoxin metabolisch herzustellen. Da die Frösche regional unterschiedlich giftig sind und sie in Gefangenschaft ihre Giftigkeit verlieren, wurde vermutet, dass die Tiere das Gift mit der Nahrung aufnehmen und anreichern. Durch Befragung papuanischer Ureinwohner wurden als Giftquelle Käfer der Gattung Choresine aus der Familie Melyridae wahrscheinlich gemacht; mit ihnen verwandte Käfer kommen auch in Kolumbien vor.

## Analytik
Zur qualitativen und quantitativen Bestimmung von Batrachotoxin eignet sich nach angemessener Probenvorbereitung des Untersuchungsmaterials die Kopplung der HPLC oder Gaschromatographie mit der der Massenspektrometrie.

## Umgang des Menschen mit Batrachotoxin
Im westlichen Kolumbien verwenden Noanamá-Chocó- und Emberá-Chocó-Indianer Batrachotoxin als Pfeilgift für Blasrohre.
Die Giftvögel Neuguineas werden durch die indigene Bevölkerung vor dem Verzehr traditionell sorgfältig gehäutet.
Ein potenzielles Antidot zu Batrachotoxin stellt das seinerseits hochgiftige Tetrodotoxin dar, das Gift des Kugelfisches, das die Natriumkanäle am Nervenaxon blockiert.